# Ruch spółdzielczy w Danii
Ruch spółdzielczy w Danii (duń. Andelsbevægelsen) jest wspólnym określeniem różnych duńskich organizacji ekonomicznych, funkcjonujących według zasady posiadanych udziałów.
Oznacza to, że ich celem jest zarządzanie konsumpcją i produkcją członków spółdzielni, promowanie ich interesów ekonomicznych w najbardziej owocny i korzystny dla wszystkich sposób oraz zarządzanie ich interesami ekonomicznymi i produkcją w sposób przynoszący korzyści finansowe. Tak zwane spółdzielnie otwarte opierają się na zasadzie solidarności i w przeciwieństwie do spółki akcyjnej – każdemu przysługuje tylko jeden głos bez względu na posiadany majątek, a zysk jest dzielony na każdego członka według obrotu spółki. Ruch spółdzielczy rozwijał się od schyłku XIX wieku do lat 60. wieku XX. Przedsiębiorstwa posiadające udziały są pewnego rodzaju spółdzielniami/kooperatywami.

## Historia
Przyjmuje się, że ruch spółdzielczy powstał w roku 1866 kiedy została założona pierwsza duńska spółdzielnia spożywców (duń. forbrugsforening) – związek pracowniczy „Thisted” w miejscowości Thisted przez proboszcza Hansa Christiana Sonne, który stał się założycielem nowoczesnego ruchu spółdzielczego w Danii. Tego rodzaju spółdzielnie konsumenckie powstawały stosunkowo szybko. W okresie I wojny światowej istniało około 1400 spółdzielni (w tym tylko 50 w miastach) o łącznej liczbie 200 000 członków z rocznym obrotem w wysokości 70 mln koron. W roku 1896 został założony wspólny związek duńskich spółdzielni spożywców – FDB (Fællesforeningen for Danmarks Brugsforeninger), którego celem było dokonywanie wspólnych zakupów dla poszczególnych związków. W 1916 roku 16 kopenhaskich spółdzielni spożywczych utworzyło stołeczną spółdzielnię spożywczą (Hovedstadens Brugsforening [HB]), która w roku 1973 połączyła się z FDB.
Jako kolejne powstały spółdzielnie mleczarskie. Już w latach 1875–1883 mleko z różnych gospodarstw w miejscowości Kauslunde Sogn na Fionii było zbierane w ramach wspólnej działalności, lecz nie działo się to na zasadach ruchu spółdzielczego. Mleczarski ruch spółdzielczy ma oczywiście długie korzenie, lecz w wyniku przekształcania rolnictwa w kierunku produkcji zwierzęcej w XIX wieku, mniejsze gospodarstwa zaczęły także posiadać własne mleczarnie. Próbowano różnych form wspólnej działalności spółdzielczej, a wiedza na temat mleczarstwa upowszechniała się. Duże mleczarnie przodowały w rozwoju technologicznym a korzystne warunki zbytu również działały na korzyść dużych przedsiębiorstw, dlatego łączenie produkcji wielu małych gospodarstw było praktycznym rozwiązaniem, a rozkwit wspólnych mleczarni nastąpił zanim narodziła się myśl o ruchu spółdzielczym. Pierwsza spółdzielnia mleczarska (Hjedding Andelsmejeri) została założona w 1882 w Hjedding. Mleczarski ruch spółdzielczy rozwijał się intensywnie w kraju w latach 1882–1888, kiedy to nastąpił prawdziwy przełom, a następnie tempo rozwoju zmalało. Sukces ten zainspirował innych do tworzenia podobnych form działalności w innych dziedzinach rolnictwa, co doprowadziło do powstania wielu innych spółdzielni.
Na Islandii pierwsze rzeźnie spółdzielcze powstały w roku 1907.
Oprócz spółdzielni spożywczych powstawało wiele związków, które zajmowały się skupem i zbytem produktów rolnych i działały na zasadach spółdzielni. Organizacje te zrzeszały się, aby gromadzić i bezpośrednio prowadzić sprzedaż produktów w bezpośredniej relacji producent-konsument, w celu obniżenia kosztów handlu i zaostrzenia kontroli produkcji. Wśród wspomnianych związków były takie, które obejmowały kupno maszyn i narzędzi, nawozów, paszy, ziarna, nasion itd., a także sprzedaż masła, mięsa, oraz trzody chlewnej itp. Przykładem takiego zrzeszenia jest Jysk Andels Foderstofforretning, powstały w 1898 r. Wiele takich związków połączyło się, tworząc w 1969 Dansk Landbrugs Grovvareselskab, DLG.
Poszczególne spółdzielnie łączyły się w związki w ramach swoich specjalizacji, a najważniejsze z nich tworzyły wspólną reprezentację w formie rady spółdzielni, która dziś funkcjonuje pod nazwą Danske Andelsselskaber (duńskie spółdzielnie), w celu rozwijania działalności spółdzielczej i wzmacniania ich pozycji.

## Spółdzielnie rolnicze
Społeczność spółdzielcza około roku 1880 składała się zwykle z rolników posiadających średniej wielkości gospodarstwa rolne, wyznawców grundtvigianizmu, mających powiązania z ruchem lewicowym w parlamencie. Nowa pnąca się klasa rolnicza stała w opozycji do wielkich właścicieli ziemskich, którzy byli wtedy elitą posiadającą władzę. Z trudnością akceptowali myśl o tym, by „pospólstwo” było zdolne do sprawowania rządów. Do około roku 1900 rolnicy nie mieli wpływów w parlamencie, co było trudne do zaakceptowania dla tej coraz bardziej znaczącej ekonomicznie grupy. Uważali oni, że prawdziwa demokracja opiera się na tym, że władza należy do ludu. Ludem tym według nich byli właśnie rolnicy.
Walka o władzę spowodowała, że ruch spółdzielczy stał się formą broni ideologicznej. Pokazał jak bardzo postępowi i demokratyczni byli rolnicy oraz ich ruch polityczny – w przeciwieństwie do ich konserwatywnych przeciwników. Następstwem tego konfliktu była rywalizacja pomiędzy mleczarniami dużych właścicieli ziemskich i spółdzielczymi o jakość produkcji. Dla ideologii ruchu była ważna świadomość niezależności, samoorganizacji oraz samorządności, silniejszej niż władza państwowa i prywatni kapitaliści. Ideologia miała swój początek w małej jednostce, jaką było rodzinne gospodarstwo rolne, z którego wynikała produkcja oraz sprzedaż na eksport i które stanowiło podstawę duńskiego kapitalizmu rolnego.
Produkcja odbywała się w wielu małych jednostkach, co niwelowało różnice między klasami i nadawało jej demokratyczny charakter. Wspólnota rolnicza wymagała zgodności w podejmowaniu decyzji przez niezależne i równe jednostki – tak jak wymagała tego demokracja.